# Будівля МакКім Бостонської публічної бібліотеки
Будівля МакКім розміщує головне відділення Бостонської публічної бібліотеки на площі Коплі в Бостоні, штат Массачусетс. Будівля, описана після відкриття в 1895 році як «палац для народу», містить науково-дослідну колекцію бібліотеки, виставкові зали та адміністративні офіси. Будівля включає розкішне оздоблення, дитячу кімнату (першу в країні) і центральний двір, оточений аркадною галереєю на зразок ренесансного монастиря. Бібліотека регулярно демонструє свої рідкісні твори, часто в експозиціях, які поєднують роботи на папері, рідкісні книги та твори мистецтва. Кілька галерей на третьому поверсі будівлі McKim зарезервовані для експонатів.

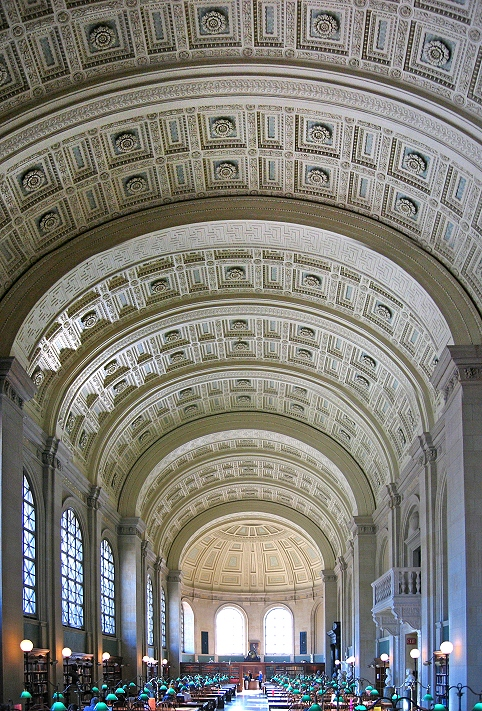
Зал Бейтса має кесонну стелю в широкому арковому склепінні. Підключення до Інтернету та живлення непомітно розташовані під великими дерев'яними дослідницькими столами.

## Історія
Бостонська публічна бібліотека була заснована у 1852 році. Перша публічна бібліотека Бостона була відкрита в 1854 році в двох кімнатах школи Адамса на Мейсон-стріт. Оскільки простір на Мейсон-стріт був маленьким і погано освітленим, у 1858 році на Бойлстон-стріт, 55, відкрили новий будинок. Його створення коштувало 365 000 доларів США а колекція містила 70 000 томів. У 1880 році Бостонська публічна бібліотека знову потребувала більшої будівлі для розміщення своїх фондів, і архітектора Чарльза Фоллена МакКіма з McKim, Mead, and White було обрано для проектування нової будівлі на розі Дартмут-стріт і Бойлстон-стріт. Ця будівля була відкрита у 1895 році і коштувала 2,268 мільйона доларів, із фондом 2 мільйони книг .

## Архітектура
Дизайн Чарльза Фоллена Маккіма показує вплив низки архітектурних прецедентів. МакКім явно спирався на Бібліотеку Сент-Женев’єв у Парижі (спроектована Анрі Лабрустом, побудована з 1845 по 1851 роки) для загального розташування фасаду, який виходить на площу Коплі, але його деталізація аркадних вікон цього фасаду явно наслідує фасади Темпіо Малатестіано Леона Баттіста Альберті в Ріміні. Внутрішній двір просто неба у центрі будівлі нагадує дворик Палаццо делла Канчеллерія в Римі 16-го століття; в центрі — копія статуї Вакханки та немовляти Фавна, яка колись викликала суперечки, — одна з найвідоміших робіт Фредеріка Вільяма Макмонніса. МакКім також використовував сучасну технологію будівництва, оскільки бібліотека являє собою одне з перших великих застосувань у Сполучених Штатах системи тонких плиткових склепінь (або каталонських склепінь), запозичених із середземноморської архітектурної традиції валенсійцем Рафаелем Гуаставіно. У бібліотеці можна побачити сім різних типів склепінь Гуаставіно . Показово, що в інтер’єрі видно візерунки керамічної плитки, тоді як усі попередні проекти Гуаставіно-старшого покривали склепіння штукатуркою .
Центральний вхід складається з трьох арок, фланкованих великими бра. У кожній арці є набори бронзових дверей Даніеля Честера Френча, додані у 1904 році, які зображують зліва направо невеликі рельєфні алегорії музики та поезії; Знання і Мудрість; і Правду і Романтику. Під фігурою Музики є цитата з «Аркад» Мільтона: Такий солодкий примус криється в музиці, щоб заколисувати дочок необхідності І підтримувати хитку природу за її законами. Під «Поезією» є напис: «Справжня поезія подібна до навантажувального каменю», який водночас притягує голку та надає їй магнітної сили». Двері Знання містять цитату з Приповістей 24:3: Знанням наповняться кімнати всім приємним і дорогоцінним багатством; Двері Мудрості стверджують: У Мудрості є дух витончений, ясний у висловлюванні, люблячий те, що добре, чистий, непохитний. На дверях Правди є напис: Правда — це сила, і королівство, і сила, і велич усіх віків Романтика, щоб відновити й прогнати ніч, і романтика дверні штати подалі від мене вважаю, що краще грати, ніж за шахами чи за столами .
Навколо входу є алегоричні зображення науки на півдні та мистецтва на півночі, завершені Белою Праттом у 1912 році. На панелях над арками зображені печатки Массачусетсу, Бібліотеки та міста Бостон .
У 1973 році будівля МакКіма була внесена до Національного реєстру історичних місць, у 1986 році була визнана національною історичною пам’яткою за її архітектурне та історичне значення, а в 2000 році Комісія з пам’яток Бостона надала для неї статус пам’ятки Бостона. Це була перша велика будівля Beaux Arts у Сполучених Штатах, а також перша великомасштабна будівля міської бібліотеки в країні.

### Фрески
Фрески включають нещодавно відреставрований цикл фресок Джона Сінгера Сарджента на тему «Тріумф релігії», який вважається одним із шедеврів художника ; найвідоміша робота Едвіна Остіна Абатство, серія фресок, які зображують легенду про Грааль; і картини Муз натхнення та алегорії на академічні теми П'єра Пюві де Шаванна.  Фрески Пюві, які були намальовані на льоні та нанесені на стіни бібліотеки за допомогою техніки маруфляжу, є його єдиними фресками за межами Франції.

### Монументальні написи
МакКім вирішив зробити монументальні написи, подібні до тих, які можна знайти на базиліках і пам’ятниках Стародавнього Риму, в антаблементі на кожному з трьох фасадів головної будівлі. На півдні напис: «MDCCCLII • ЗАСНОВАНИЙ ЧЕРЕЗ ДАВЛІСТЬ ТА ГРОМАДСЬКИЙ ДУХ ГРОМАДЯН»; на сході: «ПУБЛІЧНА БІБЛІОТЕКА МІСТА БОСТОН • ЗБУДОВАНА НАРОДОМ І ПРИСВЯЧЕНА РОЗВИТКУ НАВЧАННЯ • AD MDCCCLXXXVIII»; а на півночі: «СПІВДРУЖНІСТЬ ВИМАГАЄ ОСВІТИ НАРОДУ ЯК ОХОРОНУ ПОРЯДКУ І СВОБОДИ». Остання цитата віднесена до Опікунської ради бібліотеки.
Інший напис над замковим каменем центрального входу проголошує: «БЕЗКОШТОВНО ВСІМ». Під кожним арочним вікном другого поверху на трьох фасадах викарбувані списки імен великих історичних письменників, художників, учених, філософів і державних діячів. Документ, створений у 1939 році Френком Н. Джонсом, містить повний список: https://bpl.bibliocommons.com/item/show/1680001075.
Через Дартмут-стріт від центрального входу стоїть пам’ятник двадцятого століття поету та філософу ліванського походження Джебрану Халілу Джебрану, або Халілу Джебрану (як його зазвичай називають англійською мовою), який, будучи молодим іммігрантом, отримав освіту в Бостонській публічній бібліотеці. Напис на пам’ятнику відповідає будівлі Маккіма: « У МОЄМУ СЕРЦІ БУЛО ТРОХИ БАЖАННЯ ДОПОМОГТИ, БО МЕНІ ДОПОМОГЛИ БАГАТО», — уривок із листа, доданого до щедрого заповіту Джебрана бібліотеці.

### Бейтс Холл

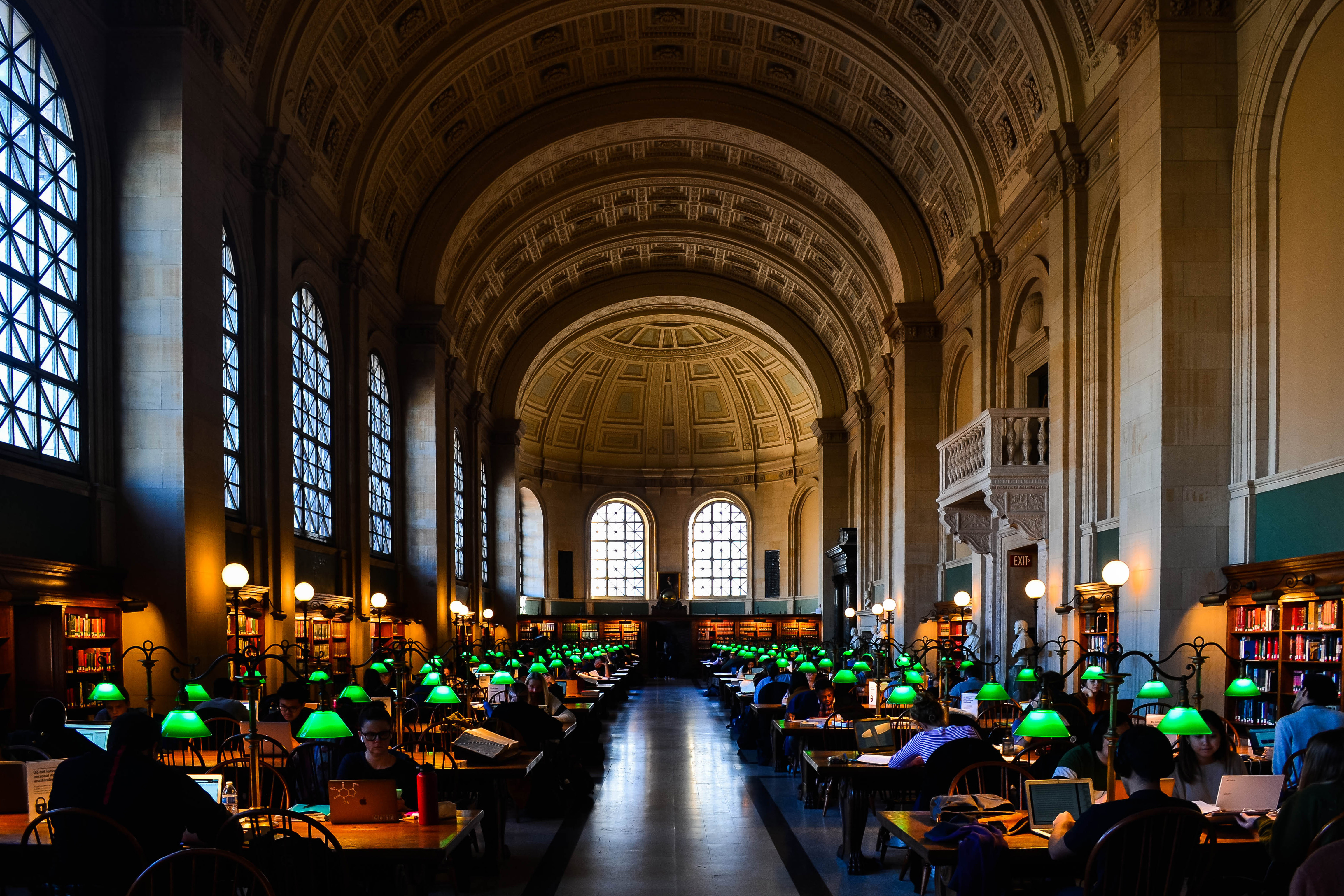
Інтер'єр Бейтс Холу

Бейтс Хол названо на честь першого великого благодійника бібліотеки Джошуа Бейтса. Оглядач Boston Globe Сем Алліс описав «Бейтс Хол, великий читальний зал Бостонської публічної бібліотеки, величезний, тихий і освітлений великою кількістю зелених абажурів, як світлячки», як одне зі «світських місць Бостона, які є священними» . Форма Бейтс-холу, прямолінійна, але закінчена напівкруглою апсидою на кожному кінці, нагадує римську базиліку. Серія міцних подвійних кесонів у стелі створює скульптурний навіс для кімнати. Східна сторона має ритмічну серію арочних вікон із світлом, що поглинається широким нависаючим капюшоном зовні. Важкі темно-зелені драпірування з шовкового оксамиту, встановлені в 1888 році, а також у 1920-х і 1950-х роках, не були відтворені під час реставрації кімнати 1993 року. Драпірування допомогло приглушити звук і знизити рівень освітлення.

## Дослідницька колекція
До дослідницької колекції  Бостонської публічної бібліотеки входить понад 1,7 мільйона рідкісних книг і рукописів. Вона володіє великими та важливими фондами, включаючи середньовічні рукописи та стародавні книги, ранні видання Вільяма Шекспіра (серед яких є кілька кварто Шекспіра та Перше фоліо), колекцію іспанської літератури Джорджа Тікнора, велику колекцію Даніеля Дефо, записи колоніального Бостона, 3800 томів особистої бібліотеки Джона Адамса, математичну та астрономічну бібліотеки Натаніеля Боудіча, важливі архіви рукописів про аболіціонізм, включаючи документи Вільяма Ллойда Гаррісона, і велику колекцію матеріалів у справі Сакко і Ванцетті. Є великі колекції гравюр, фотографій, листівок і карт. Бібліотека, наприклад, містить одну з найбільших колекцій акварелей і малюнків Томаса Роулендсона. Бібліотека має збірки з музики та зберігає архіви Товариства Генделя та Гайдна, партитури з маєтку Сержа Кусевицького та документи видатного американського композитора Волтера Пістона.

## Галерея зображень

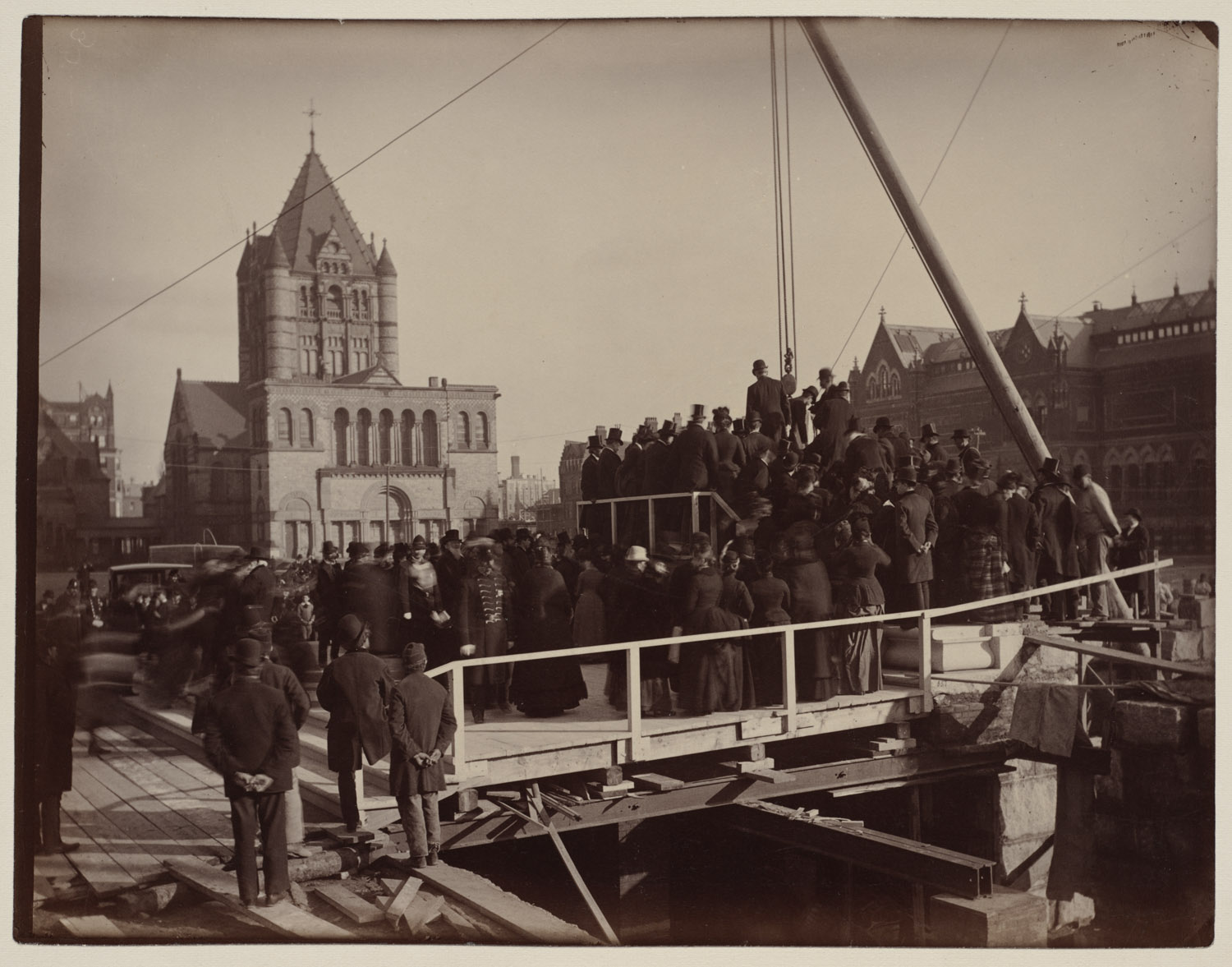
Cornerstone laying, 1888
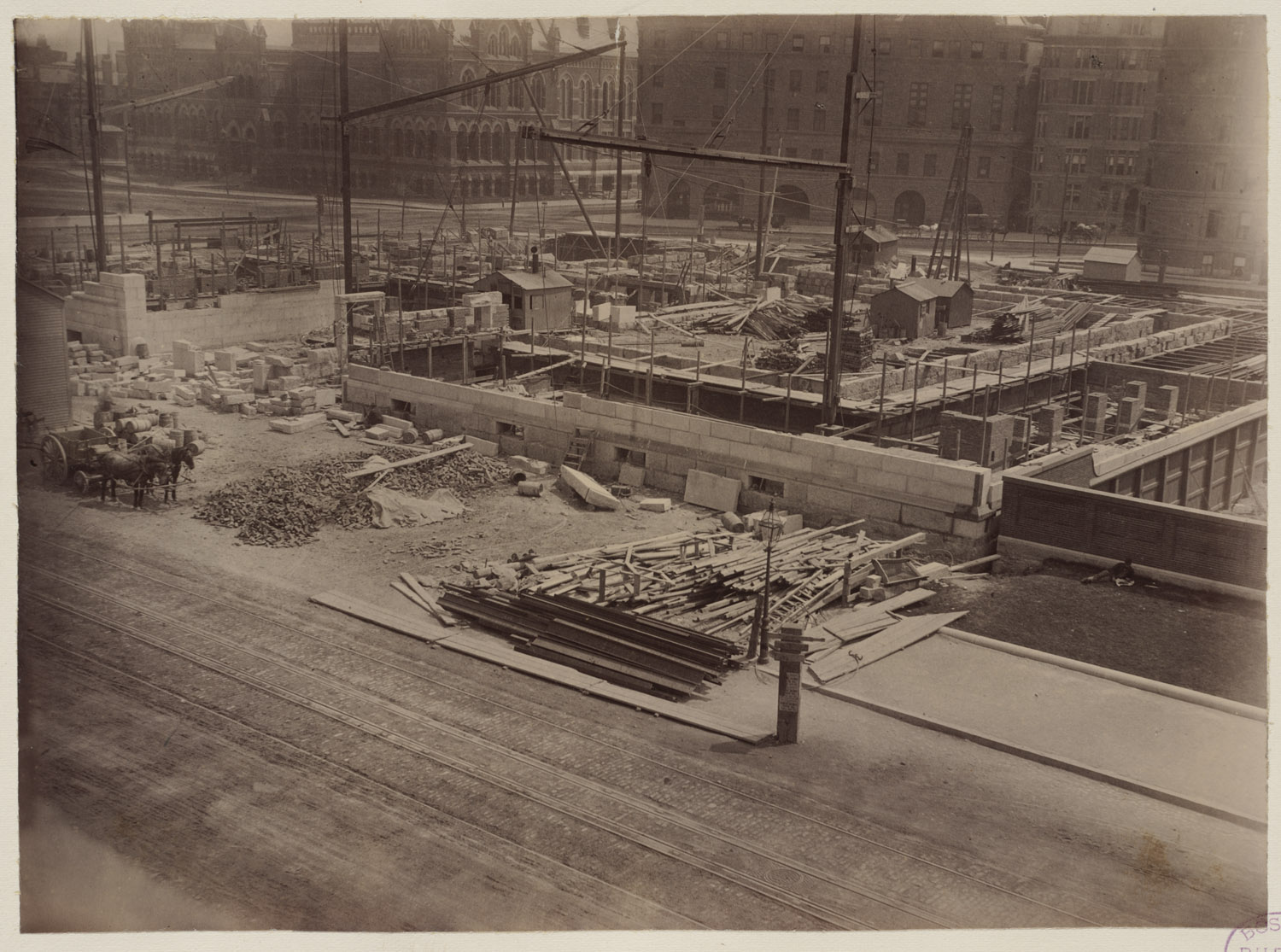
Under construction, 1889
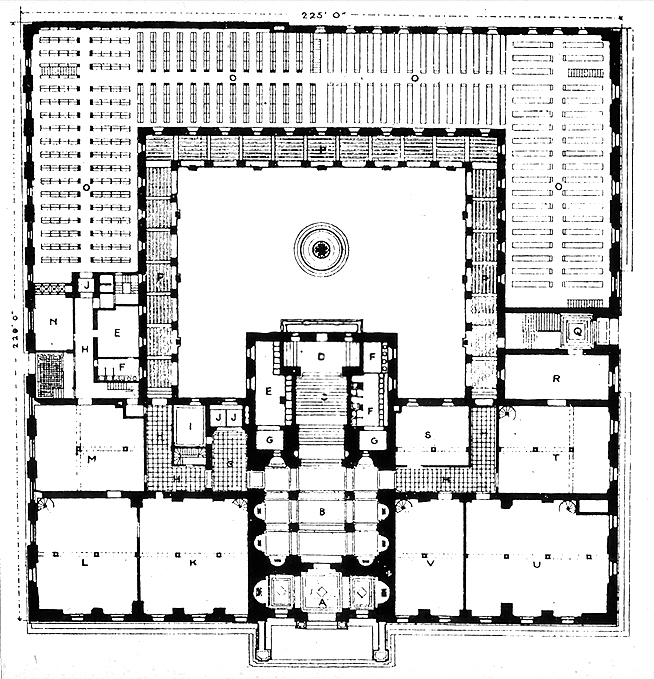
First floor plan
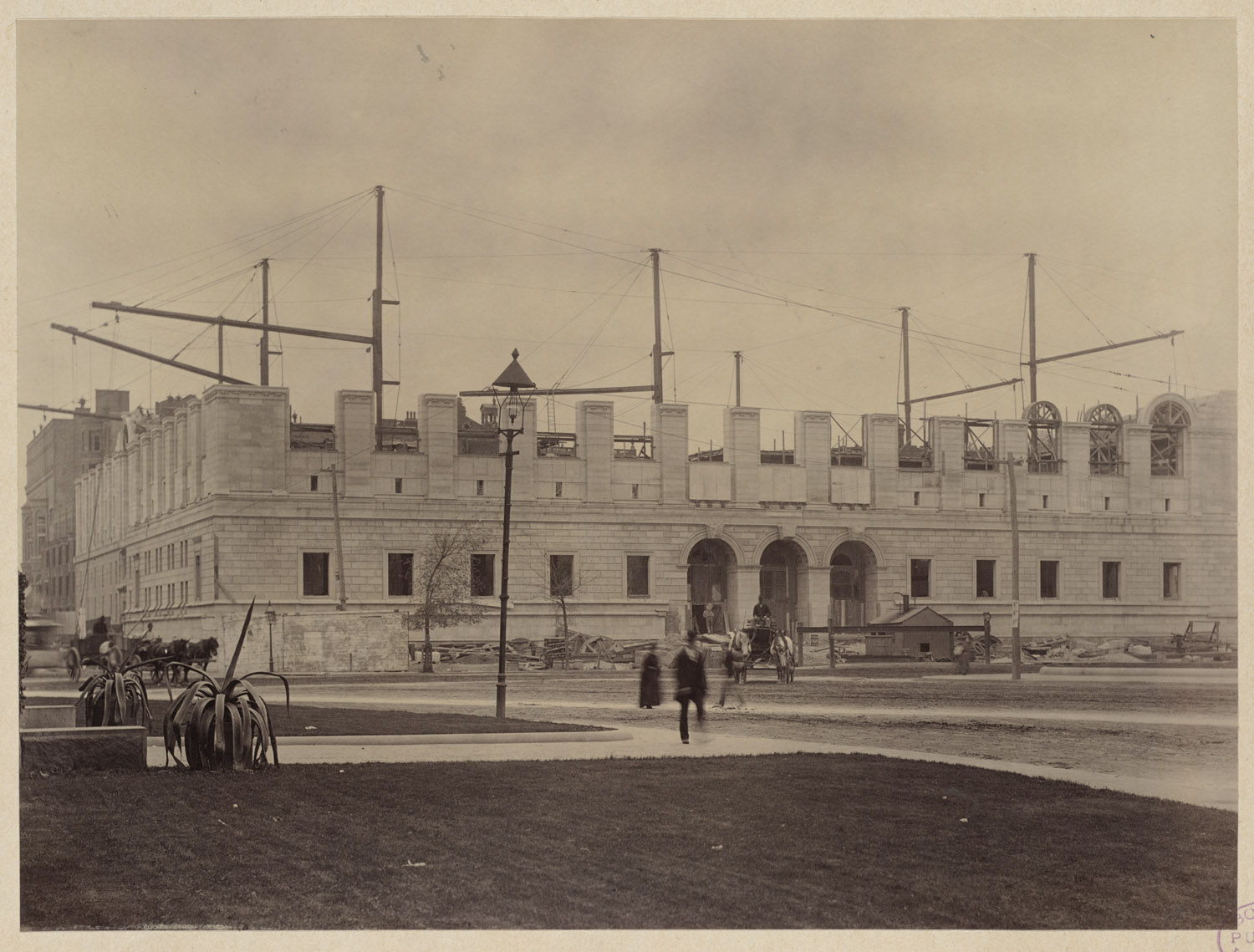
Under construction, 1890
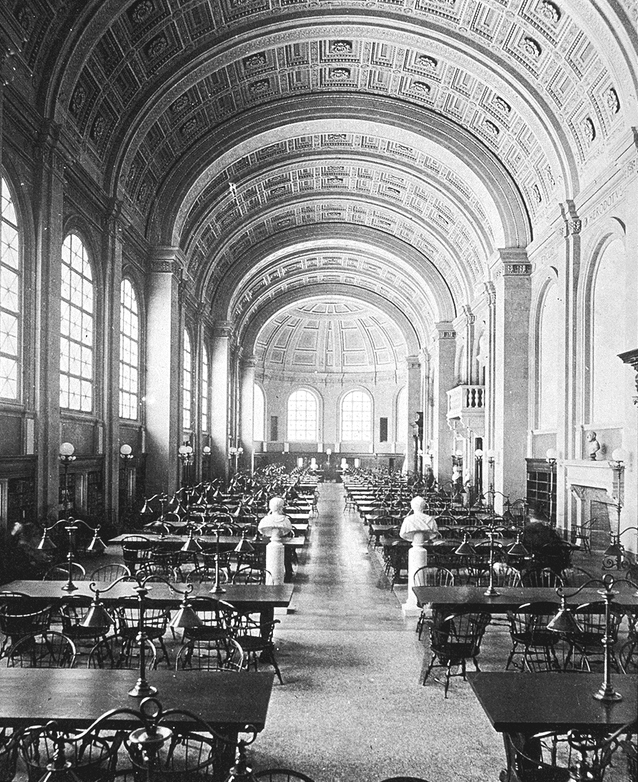
Bates Hall in the late 19th century
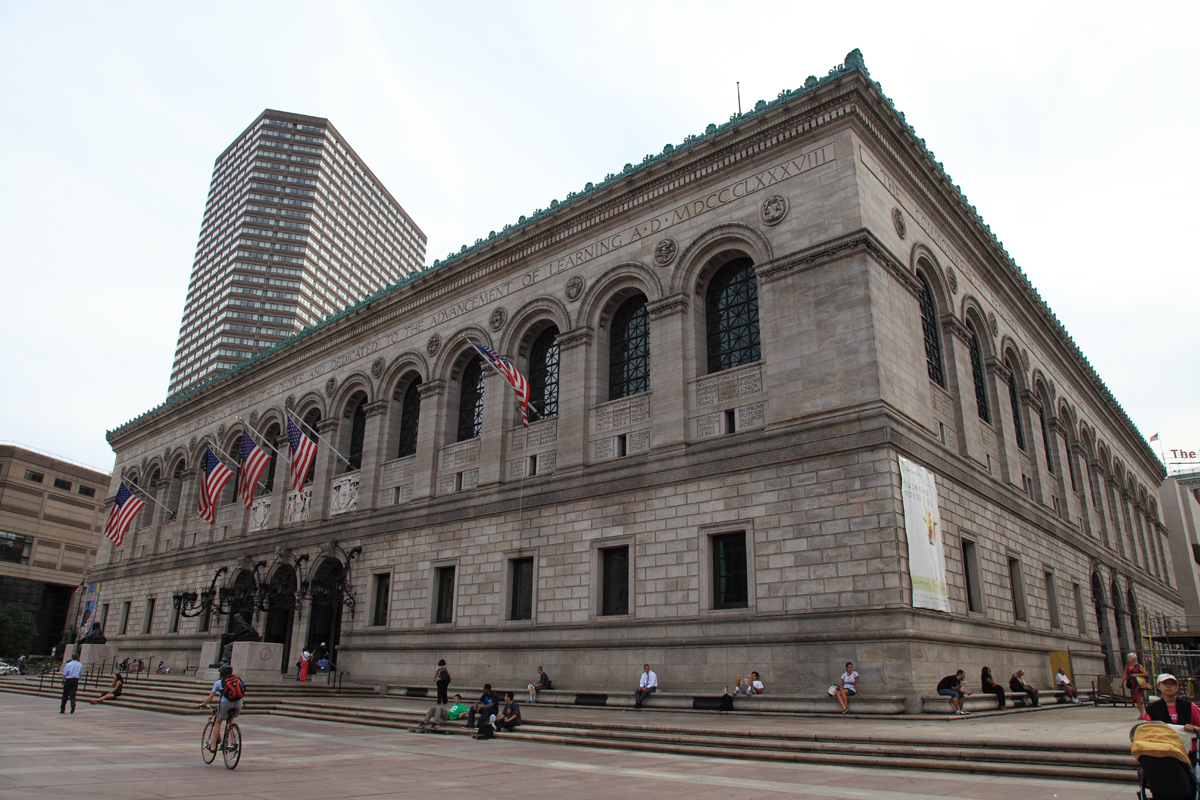
Exterior view
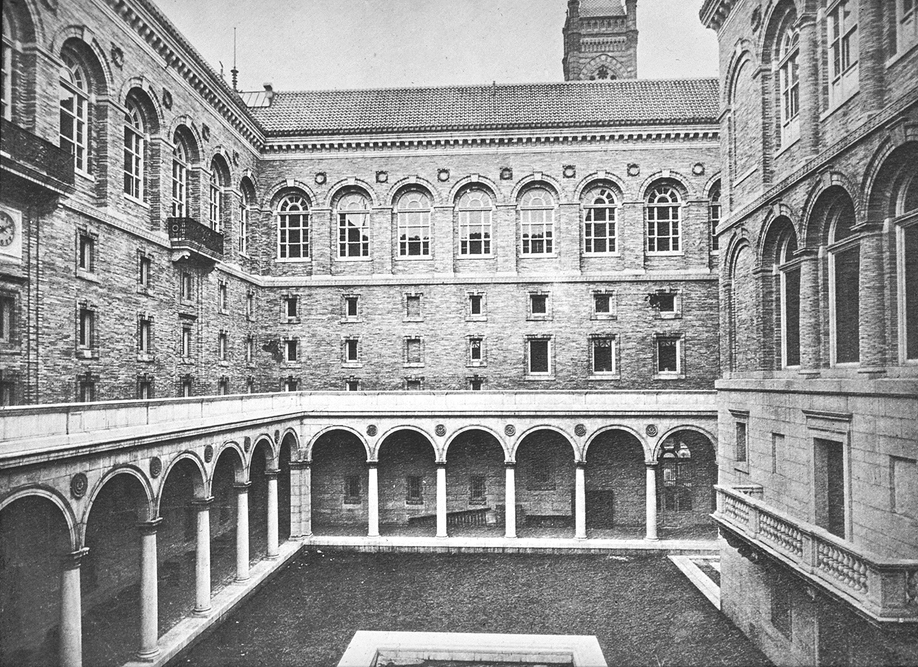
Courtyard looking north with the campanile of Old South Church in the background.
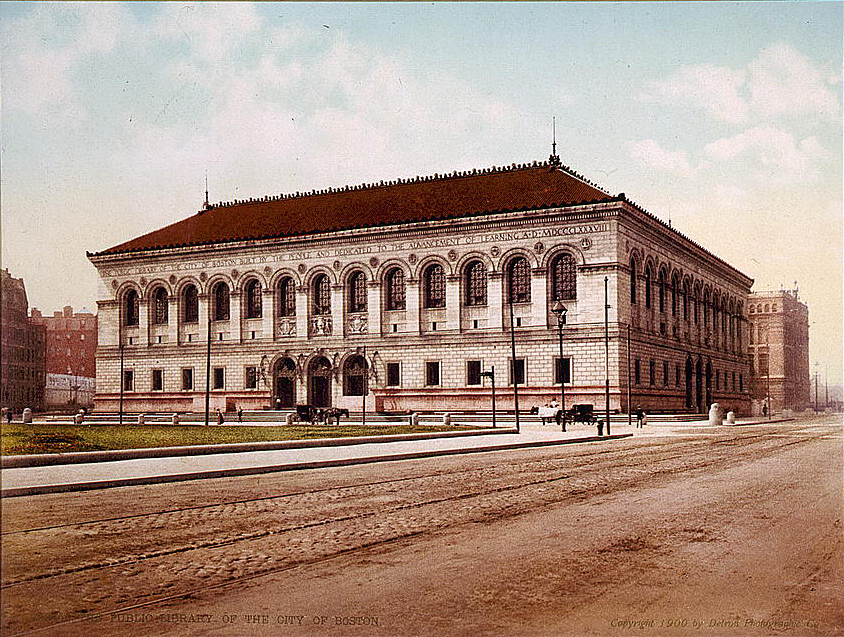
Early postcard
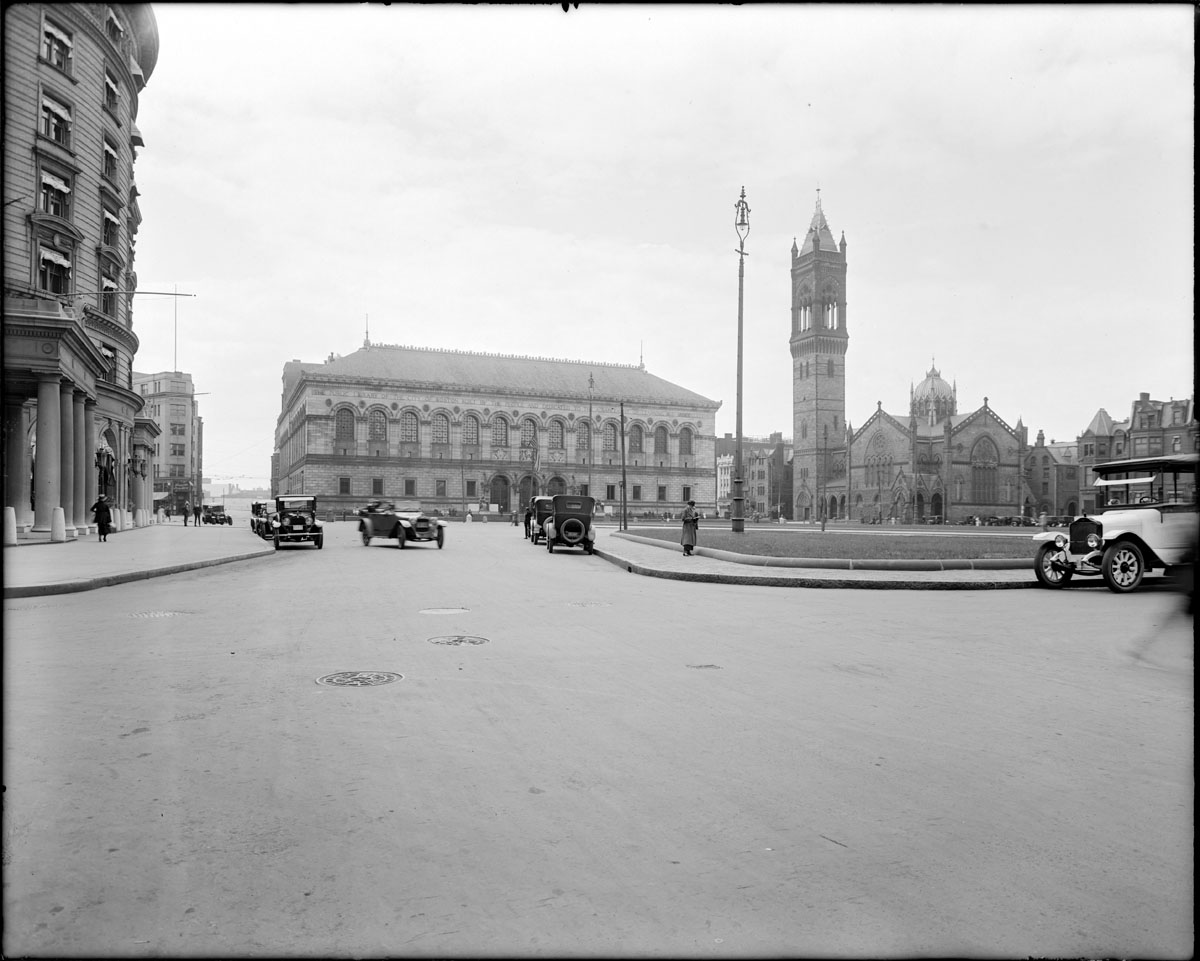
View west across Copley Square, 1920
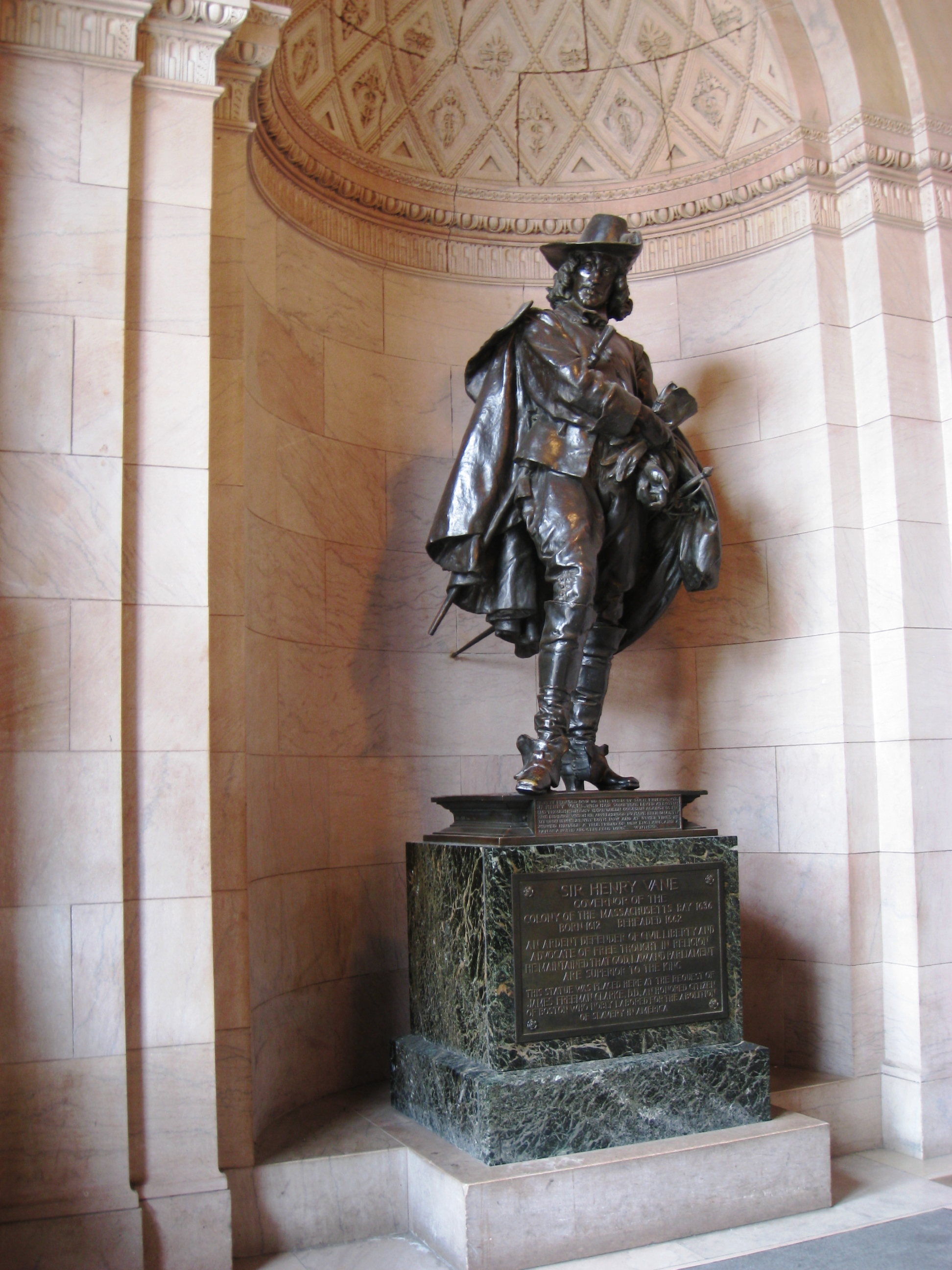
Henry Vane in the vestibule
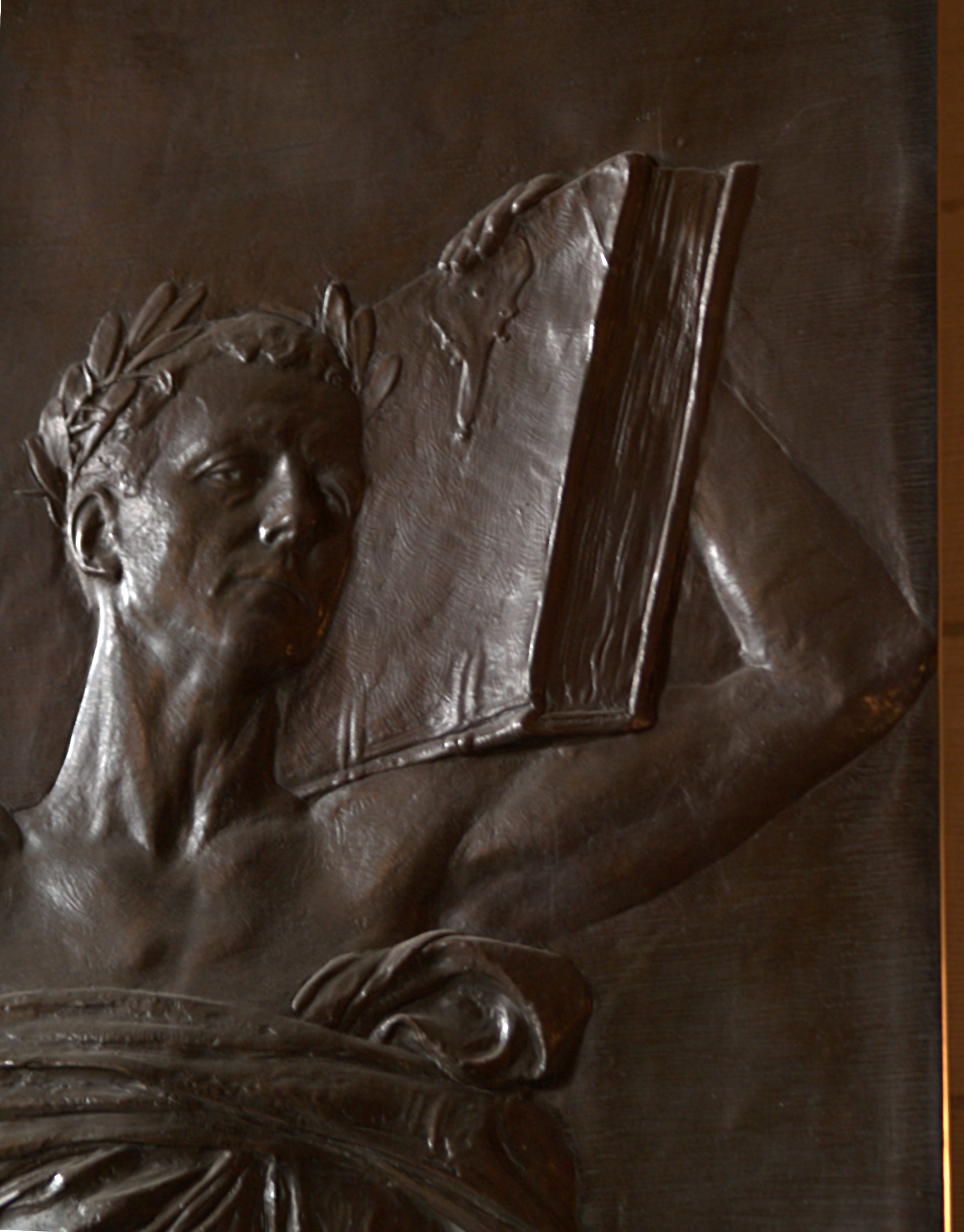
Detail of the Knowledge door
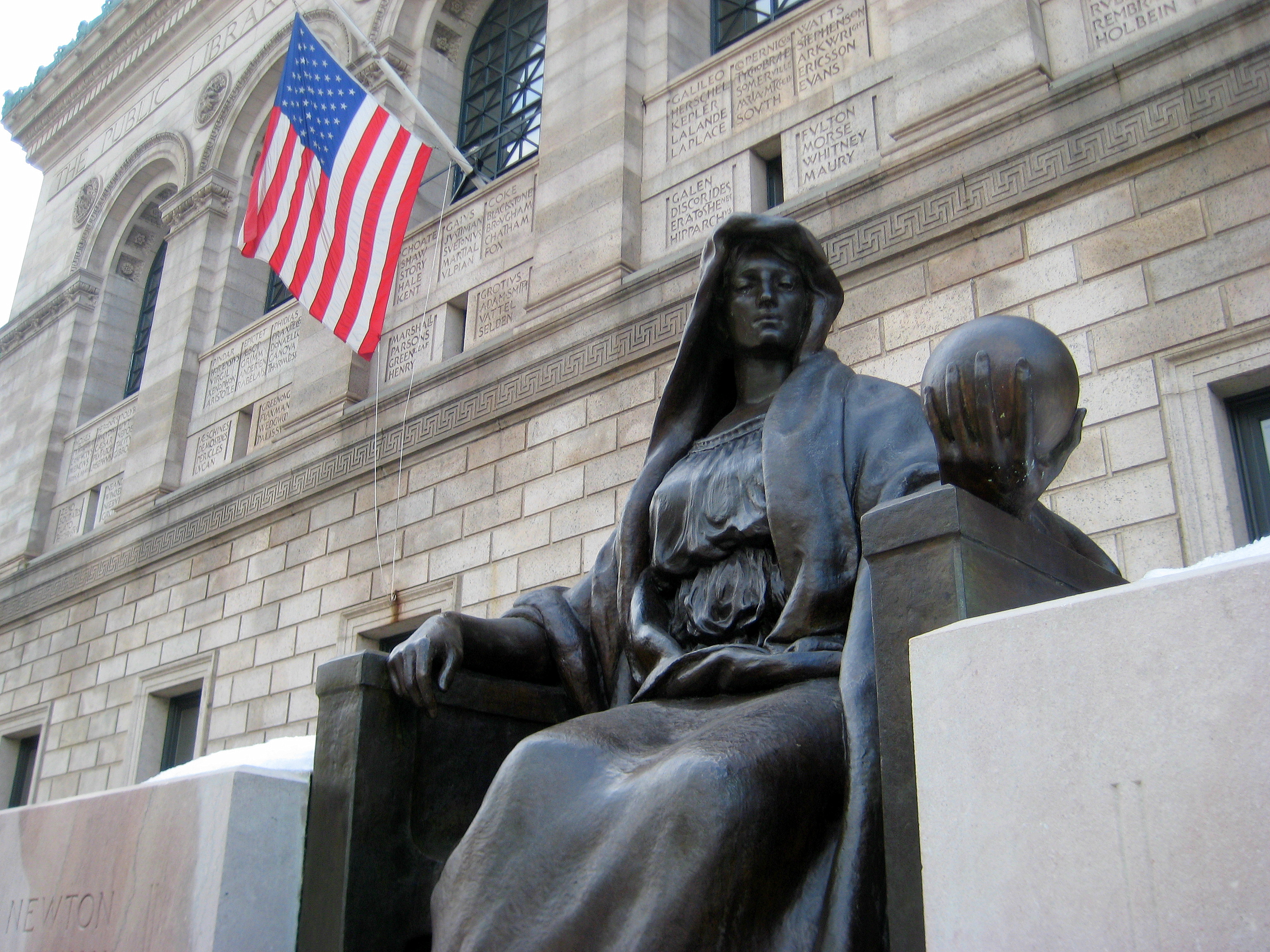
Detail of Science
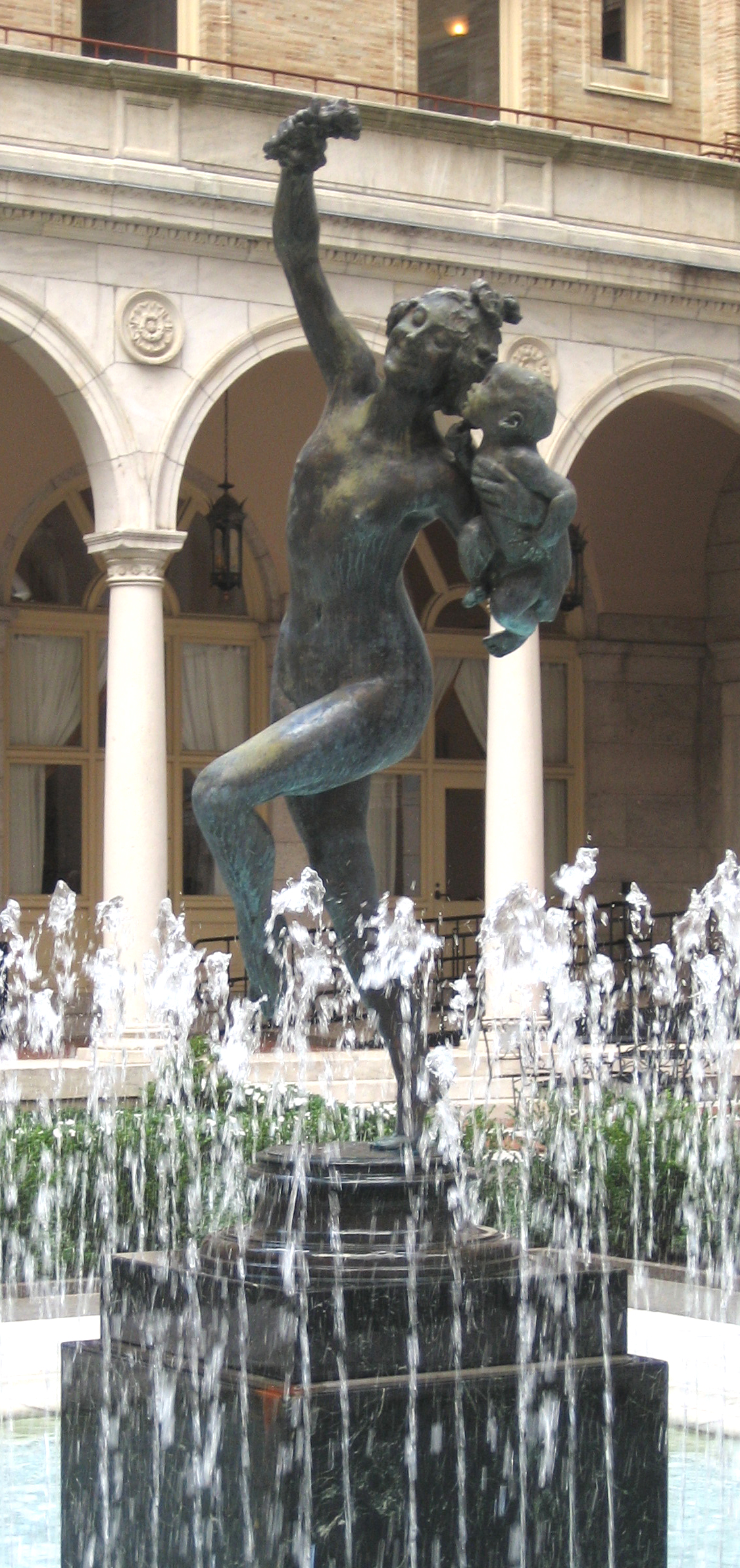
Dancing Bacchante and Infant Faun, ca.2006.
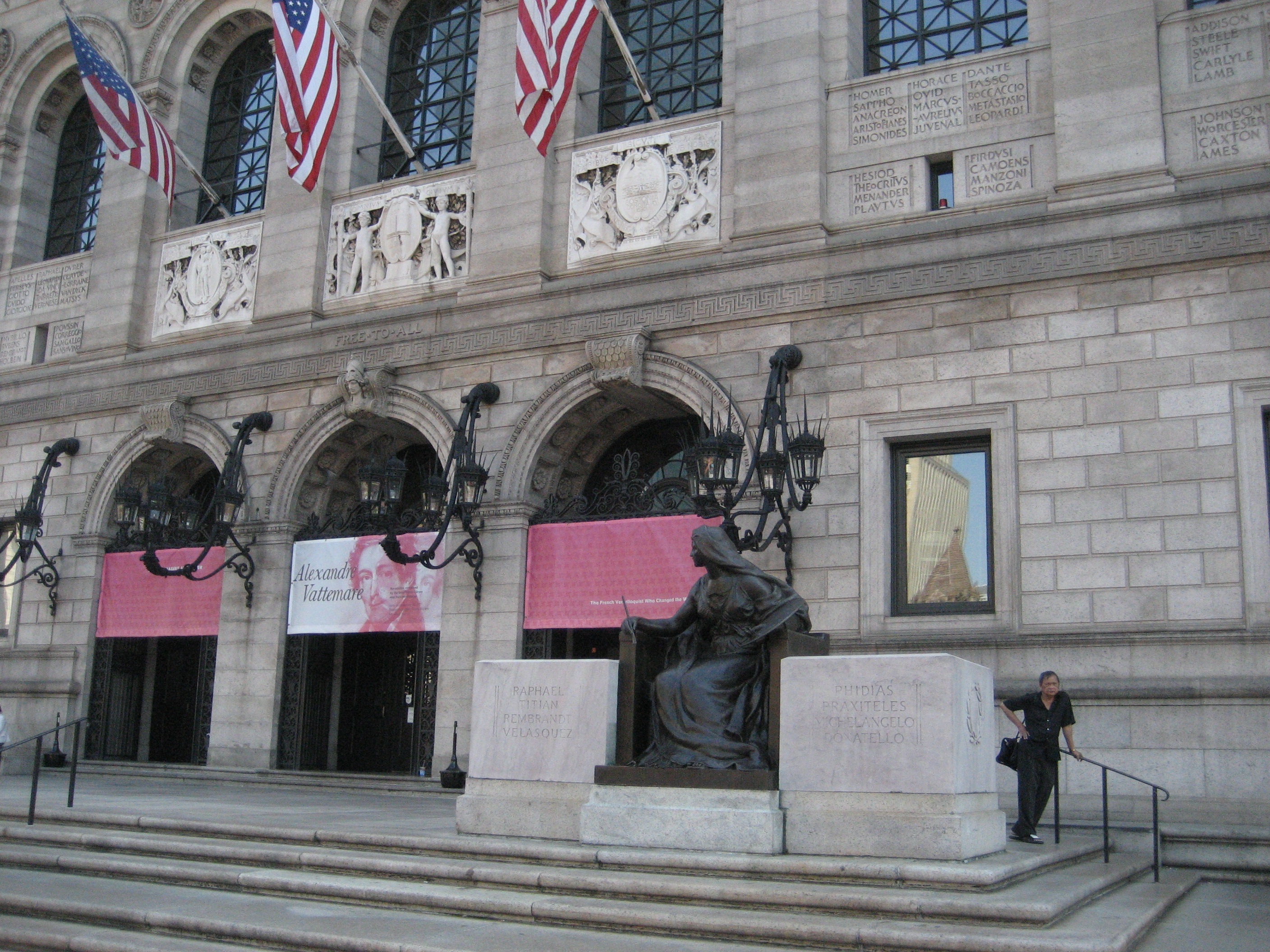
Main Entrance  with Arts in 2007
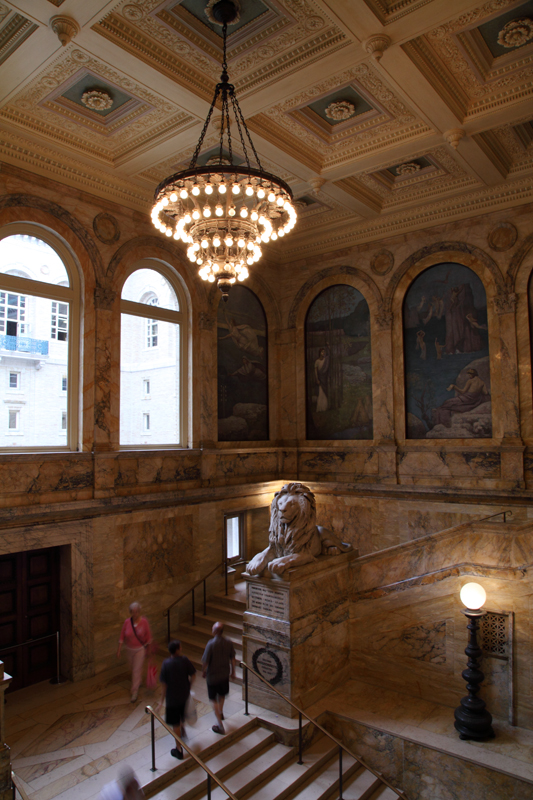
Entrance stairway, ca. 2010
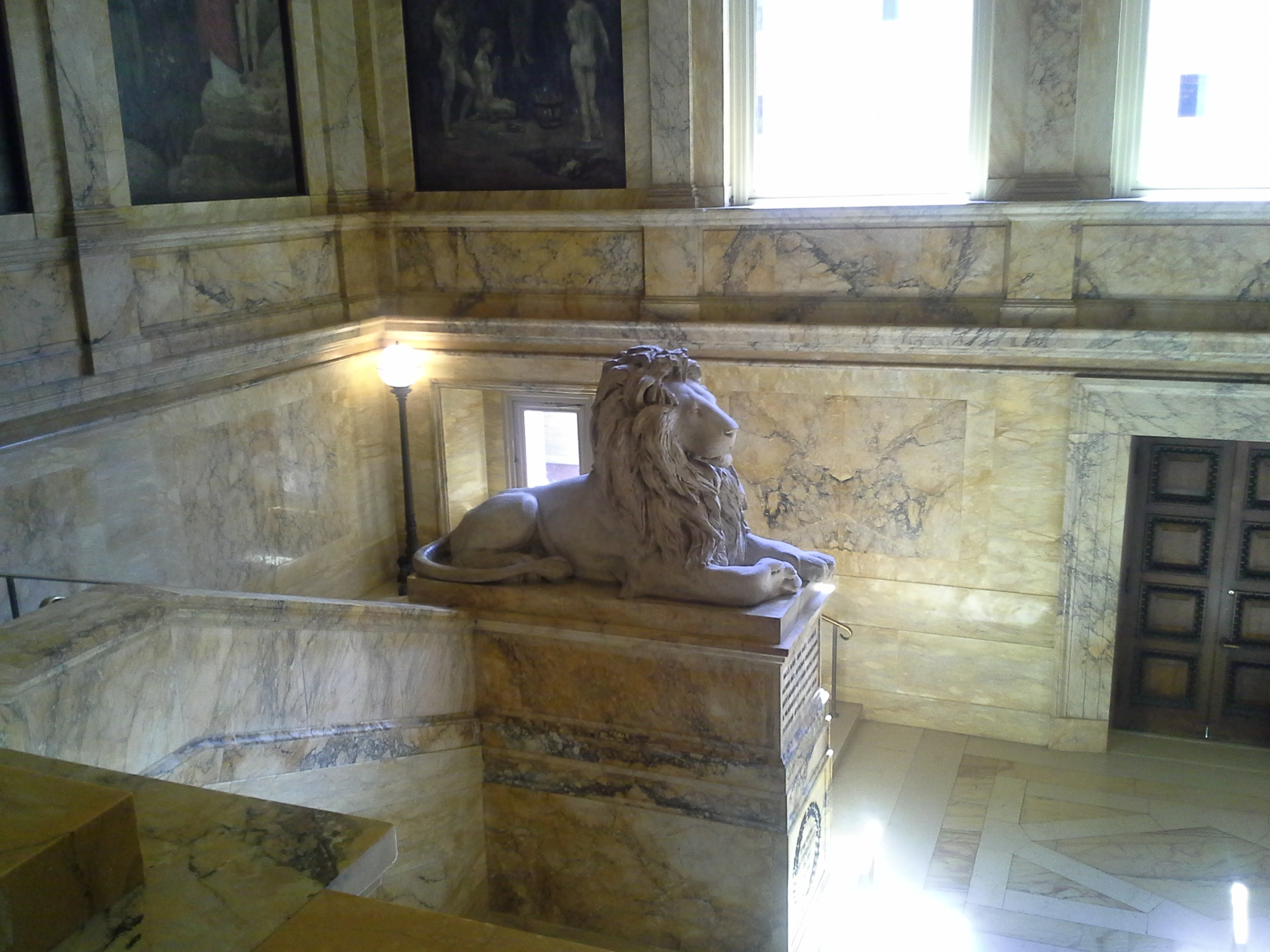
View down the entrance stairway in 2014
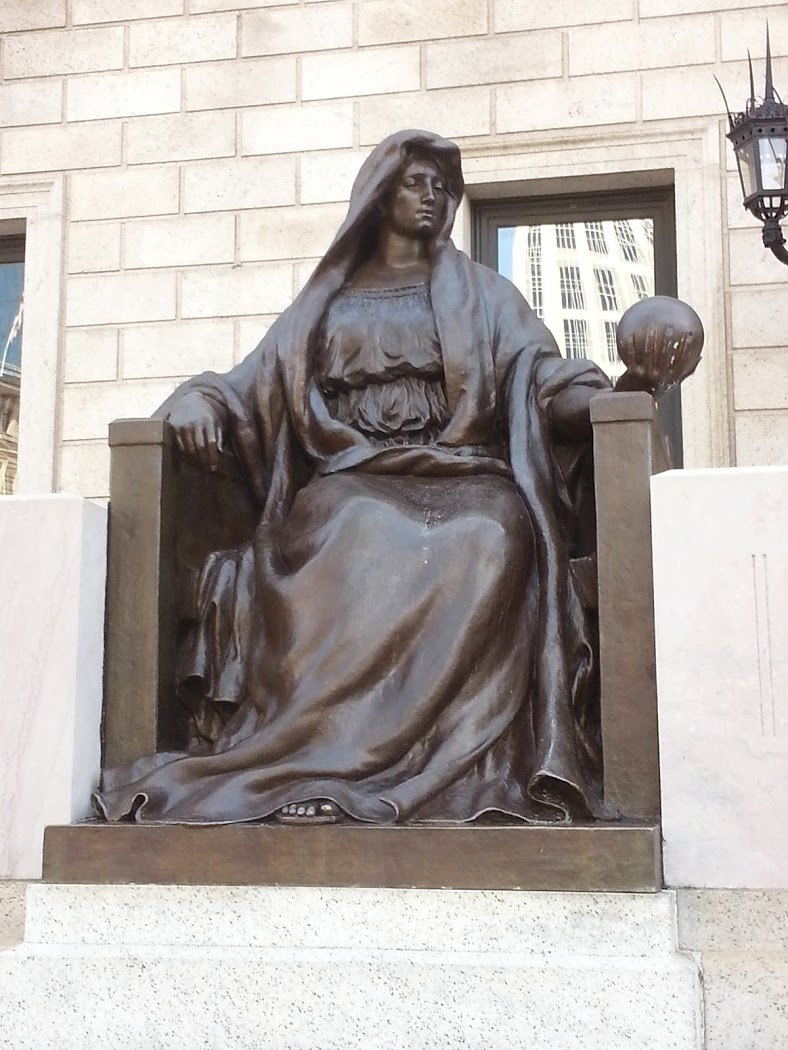
Detail of Science in 2014
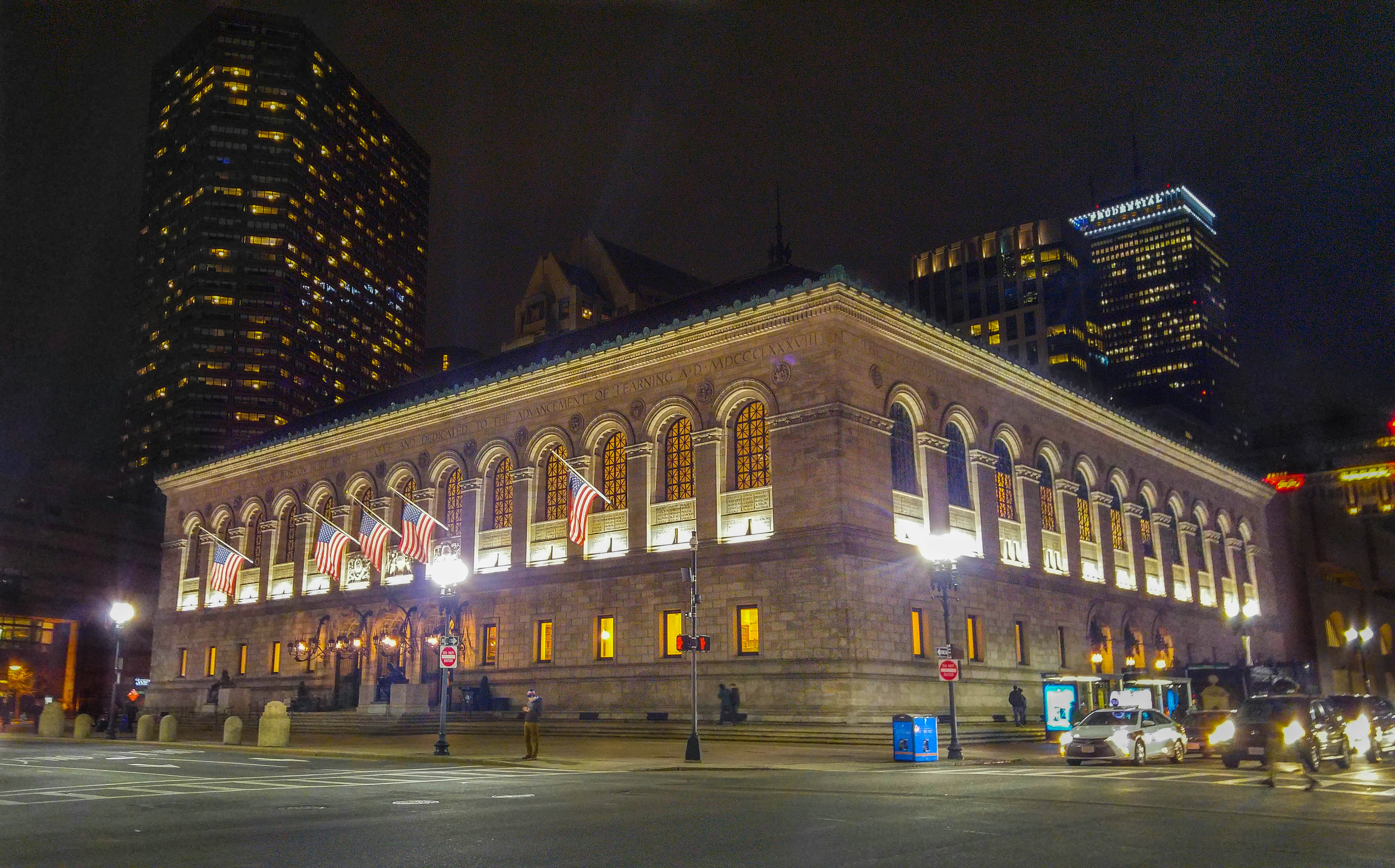
Night view looking southwest

## Подальше читання
- Willis, Catherine J. "Boston Public Library" (Images of America series). Arcadia Publishing, 2011.
- Small, Herbert (compiler). Handbook of the new Public library in Boston. Boston: Curtis & Co., 1895.
- Peter Wick. A handbook to the art and architecture of the Boston Public Library. 1977.
- Shand-Tucci, Douglass, "Renaissance Rome and Emersonian Boston: Michelangelo and Sargent, between Triumph and Doubt", Anglican Theological Review, Fall 2002, 995-100.
- Ochsendorf, John; Freeman, Michael (Photographer), Guastavino Vaulting: The Art of Structural Tile, Princeton Architectural Press; 1st edition (September 22, 2010). ISBN 978-1568987415

## Зовнішні посилання
- The Boston Public Library
- A Tribute to the Boston Public library
- Boston Public Library: architectural images
- Great Buildings on-line
- Photos of the Boston Public Library
- Trustees' McKim Construction Photos The Boston Public Library's McKim Construction Photos on Flickr.com
- City of Boston, Landmarks Commission. Boston Public Library Study Report, 2000